# Ufeus satyricus
Ufeus satyricus är en fjärilsart som beskrevs av Augustus Radcliffe Grote 1873. Ufeus satyricus ingår i släktet Ufeus och familjen nattflyn. Inga underarter finns listade i Catalogue of Life.

## Bildgalleri

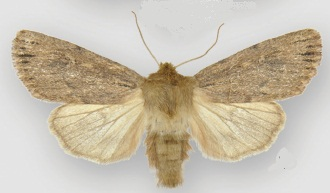
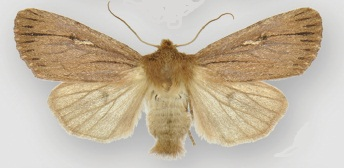
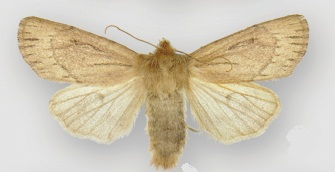
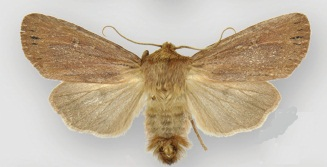